# Security (film)
Pour plus de détails, voir Fiche technique et Distribution.
Security est un film d'action et thriller américain, réalisé par Alain DesRochers et sorti en 2017.

## Synopsis
Un gardien de sécurité d'un centre commercial protège une jeune fille visée par un gang qui veut l'empêcher de témoigner durant un procès important.

## Fiche technique
- Réalisation : Alain DesRochers
- Scénario : Tony Mosher et John Sullivan
- Production : Avi Lerner, Jeffrey Greenstein, David Harris, Gisella Marengo, Les Weldon et Jonathan Yunger
- Société de production : Millennium Films
- Société de distribution : Metropolitan Filmexport
- Musique : FM Le Sieur
- Photographie : Anton Bakarski
- Montage : Éric Drouin et Paul Harb
- Décors : Arta Tozzi
- Costumes : Anna Gelinova
- Pays d'origine :  États-Unis
- Langue d'origine : Anglais
- Durée : 92 minutes
- Date de sortie : 
  - États-Unis : 4 mars 2017
  - France : 17 octobre 2017 (DVD)

## Distribution
- Antonio Banderas (VF : Bernard Gabay ; VQ : Manuel Tadros) : Eduardo 'Eddie' Deacon
- Ben Kingsley (VF : Féodor Atkine ; VQ : Jacques Lavallée) : Charlie
- Gabriella Wright (VF : Olivia Nicosia ; VQ : Bianca Gervais) : Ruby
- Liam McIntyre (VF : Cédric Dumond ; VQ : Jean-François Beaupré) : Vance
- Chad Lindberg (VF : Fabrice Trojani ; VQ : Sébastien Reding) : Mason
- Jiro Wang (VF : Erwan Zamor ; VQ : Nicolas Charbonneaux-Collombet) : Johnny
- Katherine De La Rocha (VQ : Jade Manseau) : Jamie
- Shari Watson : conseillère du Veteran Employement's Bureau

 Source et légende : version française (VF) sur RS Doublage et version québécoise sur Doublage QC.CA.